# Aiguille d'Entrèves
L''Aiguille d'Entrèves és una muntanya de 3.604 metres dels Alps de Graies, que es troba entre les regions de la Vall d'Aosta (Itàlia) i de l'Alta Savoia (França).

## SOUISA
Segons la definició de la SOIUSA, el cim té la següent classificació:
- Gran part: Alps occidentals
- Gran sector: Alps del nord-oest
- Secció: Alps de Graies
- Subsecció: Alps del Mont Blanc
- Supergrup: Massís del Mont Blanc
- Grup: Grup del Mont Blanc
- Subgrup: Subgrup de la Tour Ronde
- Codi: I/B-7.V-B.2.f/b